# Каварна
Каварна (буг. Каварна) град је у Републици Бугарској, у североисточном делу земље, седиште истоимене општине Каварна у оквиру Добричке области.
Каварна је познато летовалиште на обали Црног мора.

## Географија
Положај: Каварна се налази у североисточном делу Бугарске. Од престонице Софије град је удаљен 500 km источно, а од обласног средишта, Добрича град је удаљен 50 km југоисточно.
Рељеф: Област Каварне се налази на бугарској обали Црног мора. Градско приобаље чини низ плажа, изнад којих се стрмо издиже брежуљкаста област средишње Добруџе. Град је стога на платоу ознад мора, на приближно 120 метара надморске висине.
Клима: Клима у Каварни је измењено континентална клима са утицајем мора.
Воде: Каварна је смештена у омањем заливу Црног мора.

## Историја
Област Каварне је првобитно било насељено Трачанима, а после њих овом облашћу владају стари Рим и Византија. Јужни Словени ово подручеје насељавају у 7. веку. Од 9. века до 1373. године област је била у саставу средњовековне Бугарске.
Крајем 14. века област Каварне је пала под власт Османлија, који владају облашћу 5 векова. Град се тада назива Анхијал и био је махом насељен Грцима.
1885. године град је постао део савремене бугарске државе. Насеље постоје убрзо средиште окупљања за села у околини, са више јавних установа и трговиштем. Између два светска рата Каварна је била у саставу Румуније.

## Становништво
По проценама из 2007. године Каварна је имала око 12.000 становника. Огромна већина градског становништва су етнички Бугари. Остатак су махом Роми. Последњих година град расте због положаја на мору и бугарској ривијери.
Претежан вероисповест месног становништва је православље.

## Партнерски градови
- Михаловце
- Подољск
- Скаржиско-Камјена

## Галерија
- Градска црква
- Стара архитектура Каварне
- Градско приобаље